# 猜單詞遊戲
Hangman（“上吊的人”之意），是一個雙人猜单词遊戲。一位玩家想一個字，另一位嘗試猜該玩家所想的字中的每一個字母。
要猜的字以一列橫線表示，讓玩家知道該字有多少個字母。如果猜字的玩家猜中其中一個字母，另一位便須於該字母出現的所有位置上寫上該字母。如果猜的字母沒有於該字中出現，另一位玩家便會畫吊頸公仔的其中一筆。遊戲會在以下情況結束：
- 猜字的玩家猜完所有字母，或猜中整個字
- 另一位玩家畫完整幅圖：

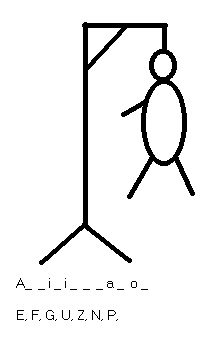
「我要t字。」「有， 在第八和第十一位。」

這幅圖其實是設計得像一個吊頸的人。儘管這幅圖的品味曾經引起爭議，卻一直沿用至今。
這幅圖的本質各有不同；有玩家在遊戲開始前畫絞刑架，在遊戲期間畫人的身體（傳統上先畫頭，再畫軀幹，然後是左手、同右手，最後是左腳、右腳）。
有玩家在開始時不會畫任何圖，將絞刑架的每一筆當作遊戲的一部分，這種做法實際上給予玩家更多機會。

## 歷史
《牛津字母遊戲指南》(The Oxford Guide to Word Games)（牛津大學出版社）作者東尼·歐加迪(Tony Augarde)說：「猜单词游戏的起源已經無從考究，但似是在維多利亞時代開始流行起來。」
愛麗絲·比加·歌美(Alice Bertha Gomme)於1894年出版的《傳統遊戲》(Traditional Games)中曾提及這遊戲，書中稱之為「雀、獸、魚」(“Birds, Beasts and Fishes”)。規則很簡單；一個玩家寫下一種動物的首尾兩個字母，由另外一位猜該字的中間部份。
其他出處中這遊戲被稱為「絞刑架」(Gallows)或「吊頸遊戲」(The Game of Hanging)。

## 策略
在英文中，出現次數最多的12個字母是（由多至少排列）：e-t-a-o-i-n-s-h-r-d-l-u。玩家在猜字是使用此表與其他字母頻率表，以增加猜中的機會。
另一方面，出題的玩家亦會使用這些表，以一個難猜的字（如rhythm）為難其對手。

## 遊戲例子
以下例子示範一位玩家單靠以字母頻率為基礎的策略猜hangman這個字。
| Word:   | _ _ _ _ _ _ _ |
| Misses: |               |

| Word:   | _ _ _ _ _ _ _ |
| Misses: | e             |

| Word:   | _ _ _ _ _ _ _ |
| Misses: | e,t           |

| Word:   | _ A _ _ _ A _ |
| Misses: | e,t           |

| Word:   | _ A _ _ _ A _ |
| Misses: | e,o,t         |

| Word:   | _ A _ _ _ A _ |
| Misses: | e,i,o,t       |

| Word:   | _ A N _ _ A N |
| Misses: | e,i,o,t       |

| Word:   | _ A N _ _ A N |
| Misses: | e,i,o,s,t     |

| Word:   | H A N _ _ A N |
| Misses: | e,i,o,s,t     |

| Word:   | H A N _ _ A N |
| Misses: | e,i,o,r,s,t   |

## 外部連結
- 選自維基百科文章的猜单词遊戲
- SuperHangman.com的免費猜单词遊戲 （页面存档备份，存于）
- UWM.edu的猜单词遊戲
- 與印度有關的猜单词遊戲 （页面存档备份，存于）
- Hangman.us的免費PHP猜单词遊戲 （页面存档备份，存于）
- 在 KidsBuilder.com 玩猜单词遊戲 （页面存档备份，存于）